# Klezmer

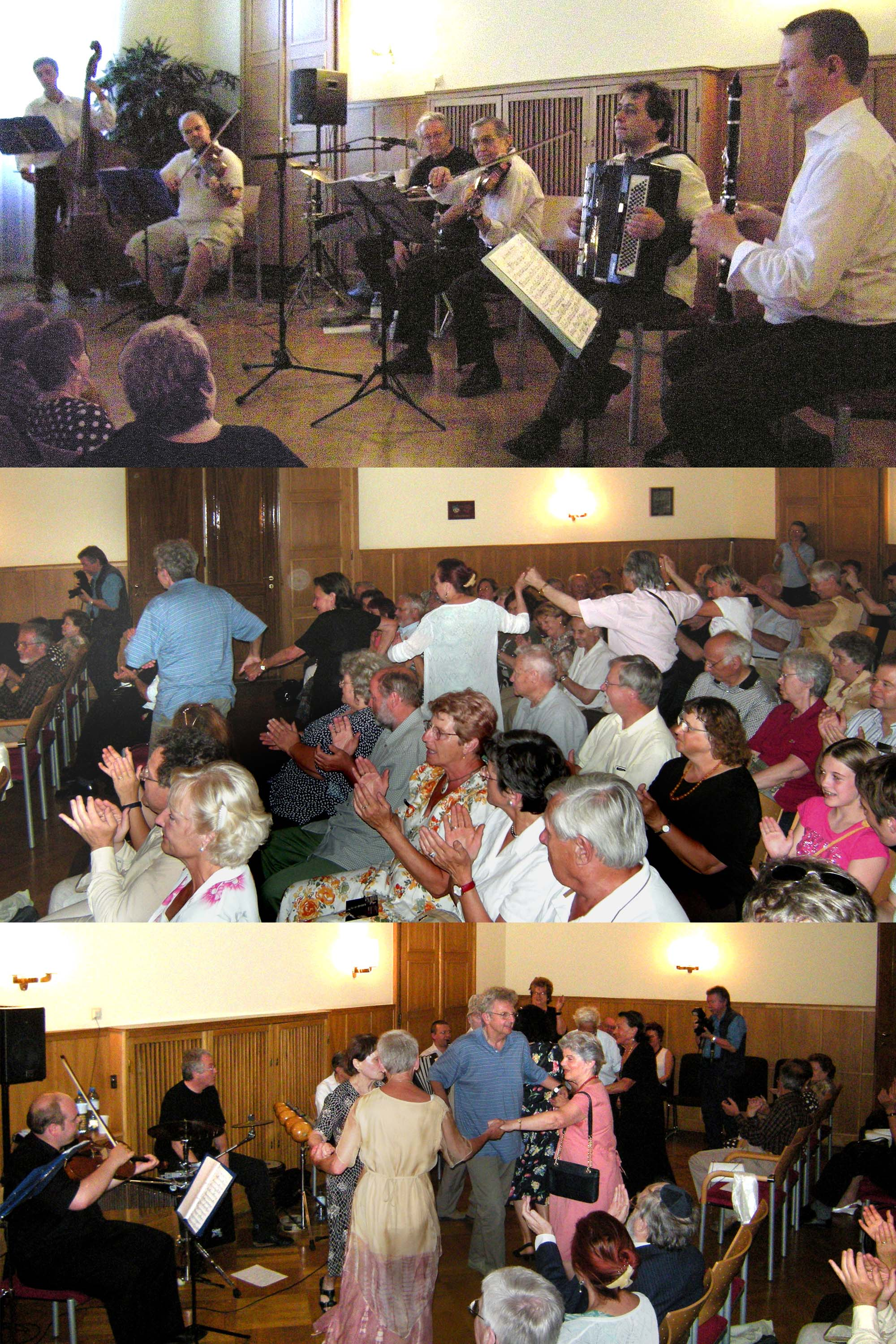
Lebedik un Freilech, Vienna, 2009.

 Klezmer (do iídiche כּלי־זמיר , através do hebraico kèléy zemer, כלי זמר, "instrumentos musicais") é um gênero de música não-litúrgica judaica, desenvolvido a partir do século XV pelos asquenazes.

## História
A princípio a palavra klezmer (plural klezmorim) designava apenas os instrumentos musicais, sendo posteriormente estendida aos próprios músicos - estes vistos com pouco apreço pois em geral não sabiam ler música e portanto, tocavam melodias de ouvido.
Somente na segunda metade do século XX klezmer passou a identificar um gênero, antes referido simplesmente como música yiddish .
Apesar de viver em stheitls (guetos judaicos) na Polônia, Romênia, Bulgária, Hungria etc., os klezmorim, quase sempre músicos amadores, absorveram a cultura local, com forte influência cigana, e constituíram a base da cultura musical iídiche. Formavam grupos itinerantes que tocavam em festas judaicas - casamentos e outras celebrações - um repertório basicamente feito para danças em grupo ou entre casais.
Na formação dos primeiros grupos, predominavam os instrumentos de cordas, sobretudo o violino que há séculos tem sido o instrumento protagonista entre os músicos judeus. O lema dos klezmorim era "Shpil, klezmer, biz di strunes plotsn dir" ("Toca Klezmer, até as cordas dos violinos se partirem!"). Era acompanhado por um címbalo, um contrabaixo ou umcello), usando-se eventualmente uma flauta. A partir do século XIX, com o surgimento das bandas militares, foram sendo adicionados instrumentos de sopro (clarinete, saxofone e trompete) e de percussão. No século XX, nos primórdios da indústria fonográfica, era mais difícil gravar instrumentos de cordas do que instrumentos de sopro - o que reforçou o papel destes últimos nas formações de klezmer. Actualmente o clarinete é usado para a melodia e são frequentes os ensembles de metais. O papel do baixo é muitas vezes desempenhado pela tuba ou sousafone e a percussão tem-se tornado cada vez mais importante.
No século XX, quando os judeus deixaram a Europa Oriental e os shtetls, o klezmer difundiu-se no mundo, especialmente nos Estados Unidos, influenciando importantes compositores, como Gershwin, Leonard Bernstein e Aaron Copland.
De fato a música Klezmer reinventou-se nos EUA. Ali fundaram-se mesmo escolas voltadas para a aprendizagem da música Klezmer.
A maior parte do repertório é constituída de danças para casamentos e outras celebrações judaicas, como o Bar Mitzvah. A música tinha que se enquadrar no acontecimento solene e ao mesmo tempo incitar os convidados a dançar no fim da cerimónia religiosa.
No entanto, apesar de ter a sua origem nas cerimónias de casamento, klezmer nunca foi só para dançar mas também para ouvir durante o banquete.
As gravações mais antigas de que se tem notícia são as quatro Romanian Fantasies executadas pelo violinista Josef Solinski entre 1907 e 1908. Os Klezmatics basearam-se nas mesmas para a composição "Romanian Fantasy" no álbum "Jews with Horns".
Ao longo dos séculos XIX e XX transformou-se, ganhando virtuosismo e sofisticação. Em 1925 foi criado o YIVO - Institute for Jews Research. Mais tarde, Henry Sapoznik criou em Nova Iorque o Archive of Recorded Sound, inserido nesta instituição. Recolheu e catalogou antigas gravações numa série de compilações.
Nos anos 1970 houve um ressurgimento protagonizado por artistas como: Giora Feidman, Zev Feldman, Andy Statman, The Klezmorin, The Klezmer Conservatory Band e Henry Sapoznick.
Na década de 1980 deu-se um segundo revival, com artistas como Joel Rubin, Budowitz, Khevrisa, Di Naye Kapelye, Alicia Svigals e The Chicago Klezmer Ensemble.

## Características
Como características principais do klezmer destacam-se:
- melodias semelhantes aos efeitos produzidos pela voz humana - riso, choro - e procurando simultaneamente imitar cânticos litúrgicos;
- a dança como componente determinante;
- improvisação e liberdade na leitura da partitura;
- mistura de influências, como música cigana;
- a formação constituída por um número reduzido de elementos e diferentes instrumentos.

Actualmente, a música Klezmer é produzida e consumida por Judeus e Gentios (Não-Judeus).

### Ritmo,MétricaeAndamentos
Na sua forma original, klezmer era música ao vivo destinada à dança. Por isso, o andamento era alterado em função do cansaço do público participante. Alternavam-se andamentos lentos e rápidos, por vezes frenéticos.
Uma das figuras rítmicas predominantes é a síncope. Os ornamentos mais freqüentes eram escalas rápidas e apojaturas. Era também frequente o uso de acentuações, podendo ser alterada a acentuação natural dos compassos. Os compassos mais utilizados são 3+3+2 (por exemplo em 8/8); 2/4; 4/4 e 3/8 (acentuações no 1º e 3º tempos). O tempo não é metricamente estável.

### Estrutura eHarmonia
A maioria das canções é dividida em várias secções, por vezes em diferentes tonalidades - maiores e menores. As canções instrumentais por vezes seguem o tipo de progressão harmónica da música oriental, como na música Grega.
Nas canções Yiddish vocais o processo é mais simples, seguindo o estilo e progressão harmónica da canção russa.
Uma vez que os Klezmorim tinham de tocar por muitas horas, era complicado manter a afinação dos instrumentos (principalmente os de cordas). Como a melodia é o elemento mais importante, as dissonâncias na harmonia enquadram-se perfeitamente no Klezmer.

### Modosmelódicos
Os modos mais usados são os shteygerim - modos de oração - semelhantes aos modos dos Balcãs. Assim como as letras das canções, toda a terminologia usada em klezmer é yiddish, a saber:
- Ahava Rabboh

É construído sobre o 5º grau da escala menor harmónica, com tetracorde descendente para a tónica. É comum o uso da escala Ahava Rabboh em Ré.
- Mi Sheberach

Tem uma 4ª aumentada e é usado em doinas ou peças de dança. Quando usado em conjunto com o Ahava Rabboh fica um tom abaixo. 
- Adonoy Moloch

É parecido com o modo mixolídio e com o modo árabe Siga Maqam.
- Mogen Ovos

É semelhante à escala menor natural e ao modo árabe Bayat Maqamat e Bayat-Nava.
- Yishtabach

É parecido com o Mogen Ovos mas o 2º e o 5º grau são baixos.

### Canções
Há canções para dançar e outras somente para se ouvir. As canções dançantes são mais numerosas.
- Freylekhs, Bulgar ou Volekhl - uma dança em círculo no compasso 8/8 (3+3+2). Está no modo melódico Ahava Rabboh. Um piano, um acordeão ou um baixo tocam o tradicional oom-pah. É a mais popular das danças Klezmer.
- Sher - é em 2/4 e é uma das mais populares.
- Khosidl - Dança em 2/4 e 4/4, pode ser dançada em círculo ou em linha.
- Hora ou Zhok - de estilo moldavo, bastante ornamentada. Compasso 3/8, com acentuações no 1º e 3º tempos.
- Kolomeike - em 2/4, é rápida e com melodias que ficam no ouvido facilmente. Tem origem na Ucrânia, sendo parte do folclore daquele país.
- Terkish - é em 4/4 e semelhante à habanera.
- Skotshne - muito semelhante à Freylekh, mas mais complexa. Pode igualmente funcionar como peça instrumental.
- Nigun - em 2/4, mas num andamento calmo. Significa melodia em Yiddish e Hebraico.
- Padespan - é um estilo que reúne características da valsa russa e espanhola familiar aos Klezmorim.
- Mazurka e Polka - são danças tchecas e polacas, tocadas quer por Judeus quer por Gentios (não-Judeus).
- Cakewalks - danças populares Afro-americana do início do século XX, inclusive entre os Judeus da Europa de Leste.
- Czardas - dança popular húngara interpretada por Judeus da Hungria, Eslováquia e dos Cárpatos. Começa com uma introdução lenta, por vezes com um instrumento solista, e depois gradualmente o andamento se torna mais rápido.
- Sirba - em 2/4. É de origem romena e pode ser dançada em círculo, linha ou a pares. É executada num andamento rápido e com súbitas mudanças de andamento. Parte da melodia recorre ao uso de tercinas.
- Tango - embora originária da Argentina, muitas foram escritas por judeus da Europa de Leste .

As canções não dançantes são três:
- Doina - não tem uma forma definida, sendo um lamento improvisado, geralmente a solo. É fundamental nos casamentos. É baseada nos tradicionais lamentos dos pastores moldavos, tendo grande expressividade vocal. É interpretada por diferentes instrumentos, desde o violino ao clarinete, banjo, címbalo, xilofone. Costuma ser a primeira de uma sequência de três movimentos, seguindo-se uma Hora e uma Freylekh ou Khosidl.
- Taksim - é geralmente um prelúdio às Freylekhs, sendo também livre do ponto de vista formal. Foi substituída pela Doina no século XX.
- Fantazi - de forma livre, tocada nos casamentos para os convidados enquanto jantam. Tem paralelos com a fantasia da música clássica.

## Klezmer em Portugal

### Melech Mechaya
Os Melech Mechaya são um quinteto de Almada e Lisboa e são a mais proeminente banda portuguesa de música Klezmer, sendo geralmente referenciados como sendo a primeira banda portuguesa do género. Formados em finais de 2006, estrearam-se ao vivo em Março de 2007, lançaram o EP "Melech Mechaya" (ed. autor) em Julho de 2008 e lançaram o seu álbum de estreia "Budja Ba" (Ovação) em Julho de 2009. Eelco Schilder, da FolkWorld Magazine, considero-os "cinco músicos notáveis" e considerou a sua abordagem ao Klezmer "muito diferente". Os seus explosivos concertos (João Bonifácio, do Público, adjectivou-os de "pura e simplesmente electrizantes") passaram por palcos como a Festa do Avante!, Festival de Músicas do Mundo de Sines, vários outros festivais de músicas do mundo em Espanha e na Croácia, e pelo Coliseu de Lisboa na abertura do concerto de Emir Kusturica & The No Smoking Orchestra, sempre actuações muito festivas e interactivas (mais de 100 desde a estreia).
Em Outubro de 2011 lançaram o segundo álbum "Aqui Em Baixo Tudo É Simples", que conta com a participação de um dos mais prestigiados músicos de klezmer a nível mundial: o trompetista norte-americano Frank London, dos Klezmatics.

### Panorama
Em comparação com outros países, o panorama Klezmer português está ainda um pouco livre. Não há festivais exclusivamente temáticos de Klezmer, os concertos são escassos e poucos têm direito às grandes salas (como os Klezmatics na Culturgest – 2007). Apesar disso, já há muitos interessados, havendo uma procura crescente de informação, discos e concertos.
Como bandas destacam-se os Melech Mechaya, e além destes existem outras bandas que, não se assumindo como bandas de klezmer, abordam este estilo como uma das suas influências: Kumpania Algazarra (com disco editado em 2008), Fanfarra Kaustica e Orquestrinha do Terror. De referir ainda as interessantes abordagens a temas tradicionais judaicos pelos ensembles Clarinetes Ad Libitum, Ensemble clarinete Modus e Ósmavati.